# Forest (Contea di St. Croix, Wisconsin)
Forest è un comune degli Stati Uniti, situato in Wisconsin, nella Contea di St. Croix.